# Rhomboidederes minutus
Rhomboidederes minutus är en skalbaggsart som beskrevs av Dilma Solange Napp och Martins 1984. Rhomboidederes minutus ingår i släktet Rhomboidederes och familjen långhorningar.
Artens utbredningsområde är Surinam. Inga underarter finns listade i Catalogue of Life.